# Wolfram Kistner
Wolfram Kistner (19. února 1923 v Hermannsburgu, JAR – 4. prosince 2006 v Johannesburgu) byl jihoafrickým luterským pastorem, teologem a bojovníkem proti apartheidu.
V letech 1976–1988 byl ředitelem Oddělení pro spravedlnost a smíření Jihoafrické rady církví. Pro svůj aktivní odpor proti apartheidu byl roku 1986 uvězněn a pak půl roku držen v domácím vězení.
Roku 2006 byl vyznamenán Řádem baobabu za účast v boji za „spravedlnost, rovnost a demokracii v Jižní Africe“.